# فرينش كاربنتر
فرينش كاربنتر (بالإنجليزية: French Carpenter)‏ هو موسيقي أمريكي، ولد في 7 يونيو 1899 في مقاطعة كلاي في الولايات المتحدة، وتوفي في 22 مايو 1965.

## وصلات خارجية
- فرينش كاربنتر على موقع ميوزك برينز (الإنجليزية)